# Jonathan Charquero
Jonathan Charquero López (Montevideo, Uruguay, 21 de febrero de 1989) es un futbolista uruguayo. Juega como delantero centro. Cabe mencionar que es hermano del también jugador de fútbol Jorge Charquero.

## Trayectoria

### Montevideo Wanderers
Nacido en la zona del Prado, Montevideo, jugando en un comienzo Baby Fútbol en el Cádiz Real pasando luego a las divisiones inferiores del Montevideo Wanderers. Luego de un lapso donde iría a vivir a Estados Unidos regresaría a su club formador para pasar al primer equipo durante el 2005 siendo su debut durante el 2006 frente a River Plate. Jugó la Copa Libertadores 2008 con Montevideo Wanderers luego de ser Subcampeón Liguilla 2006-2007, fue eliminado en la fase previa por Cienciano de Cuzco. Tuvo la oportunidad de conocer en este equipo a Fernando Muslera.

### Nacional
Durante su quinta temporada sufriría una lesión que lo tuvo alejado de las canchas durante medio año y quedaría como jugador libre lo que lo haría verse relacionado con Peñarol pero finalmente ficharía en el archirrival, Nacional. Con su nuevo club obtendría tres campeonatos además de jugar varios partidos en la Copa Libertadores 2011. Fue dirigido por Juan Ramón Carrasco, jugando al lado de Sebastián Coates y Álvaro Recoba.

### Alianza Lima
Debido a la poca regularidad por lo que partiría al Perú para jugar por uno de los clubes más populares de aquel país, Alianza Lima. Fue presentado con el número 9 como el salvador a la poca eficacia ofensiva del equipo. Solo estaría una semestre debido a que sería despedido por problemas económicos del club y por el bajo rendimiento mostrado.
Sus siguientes equipos serían Cerro y Juventud de Uruguay donde no tendría mayores éxitos por lo que pasaría a jugar al Boston River de la Segunda División. En su segunda temporada con los verdirrojos volvería a destacar fichando para el siguiente torneo por el Club Atlético Torque donde brillaría convirtiéndose en el goleador de la división.
El ser goleador haría que nuevamente tuviera una oportunidad en el extranjero, ahora en Chile, fichando a pedido del técnico Eduardo Espinel en el Santiago Wanderers de Valparaíso donde debutaría con un gol frente al Audax Italiano, luego de ello no volvería a convertir por el Apertura 2016 teniendo incluso altercados con los hinchas debido a ello.

## Selección nacional
Fue internacional con la Selección Sub-20 de Uruguay en el Campeonato Sudamericano Sub-20 de 2009 en Venezuela donde jugó seis partidos y anotó un gol. Luego fue parte del plantel que disputó la Copa Mundial de Fútbol Sub-20 de Egipto donde solo jugaría un partido.

### Participaciones en Copas del Mundo
| Mundial                               | Sede   | Resultado        | Partidos | Goles |
| ------------------------------------- | ------ | ---------------- | -------- | ----- |
| Copa Mundial de Fútbol Sub-20 de 2009 | Egipto | Octavos de final | 1        | 0     |

## Estadísticas

### Clubes
| Montevideo Wanderers · Uruguay                                                      |               |               |     |    |    |    |    |    |      |      |      |
| 1ª                                                                                  |               |               |     |    |    |    |    |    |      |      |      |
| 2005/06                                                                             | 5             | 0             | --  | -- | -- | -- | 5  | 0  | 0.00 |      |      |
| 2006/07                                                                             | 5             | 1             | --  | -- | -- | -- | 5  | 1  | 0.20 |      |      |
| 2007/08                                                                             | 16            | 3             | --  | -- | 2  | 0  | 18 | 3  | 0.16 |      |      |
| 2008/09                                                                             | 21            | 10            | --  | -- | -- | -- | 21 | 10 | 0.47 |      |      |
| 2009/10                                                                             | 18            | 7             | --  | -- | -- | -- | 18 | 7  | 0.38 |      |      |
| Total club                                                                          | Total club    | 65            | 21  | -- | -- | 2  | 0  | 67 | 21   | 0.31 |      |
| Nacional · Uruguay                                                                  |               |               |     |    |    |    |    |    |      |      |      |
| 1ª                                                                                  | 2011          | 4             | 2   | -- | -- | 3  | 0  | 7  | 2    | 0.28 |      |
| 1ª                                                                                  | 2011/12       | 1             | 0   | -- | -- | -- | -- | 1  | 0    | 0.00 |      |
| Total club                                                                          | Total club    | 5             | 2   | -- | -- | 3  | 0  | 8  | 2    | 0.25 |      |
| Alianza Lima · Perú                                                                 |               |               |     |    |    |    |    |    |      |      |      |
| 1ª                                                                                  | 2012          | 15            | 1   | -- | -- | 4  | 1  | 19 | 2    | 0.10 |      |
| Total club                                                                          | Total club    | 15            | 1   | -- | -- | 4  | 1  | 19 | 2    | 0.10 |      |
| Cerro · Uruguay                                                                     |               |               |     |    |    |    |    |    |      |      |      |
| 1ª                                                                                  | 2012/13       | 7             | 0   | -- | -- | -- | -- | 7  | 0    | 0.00 |      |
| Total club                                                                          | Total club    | 7             | 0   | -- | -- | -- | -- | 7  | 0    | 0.00 |      |
| Juventud · Uruguay                                                                  |               |               |     |    |    |    |    |    |      |      |      |
| 1ª                                                                                  | 2013/14       | 9             | 1   | -- | -- | -- | -- | 9  | 1    | 0.11 |      |
| Total club                                                                          | Total club    | 9             | 1   | -- | -- | -- | -- | 9  | 1    | 0.11 |      |
| Boston River · Uruguay                                                              |               |               |     |    |    |    |    |    |      |      |      |
| 2ª                                                                                  | 2013/14       | 10            | 1   | -- | -- | -- | -- | 10 | 1    | 0.10 |      |
| 2ª                                                                                  | 2014/15       | 23            | 8   | -- | -- | -- | -- | 23 | 8    | 0.34 |      |
| Total club                                                                          | Total club    | 33            | 9   | -- | -- | -- | -- | 33 | 9    | 0.27 |      |
| Torque · Uruguay                                                                    |               |               |     |    |    |    |    |    |      |      |      |
| 2ª                                                                                  | 2015/16       | 21            | 14  | -- | -- | -- | -- | 21 | 14   | 0.66 |      |
| Total club                                                                          | Total club    | 21            | 14  | -- | -- | -- | -- | 21 | 14   | 0.66 |      |
| Santiago Wanderers · Chile                                                          |               |               |     |    |    |    |    |    |      |      |      |
| 1ª                                                                                  | 2016-A        | 10            | 1   | -- | -- | -- | -- | 10 | 1    | 0.10 |      |
| 1ª                                                                                  | 2017-C        | 4             | 0   | -- | -- | -- | -- | 4  | 0    | 0.00 |      |
| Total club                                                                          | Total club    | 14            | 1   | -- | -- | -- | -- | 14 | 1    | 0.07 |      |
| Total carrera                                                                       | Total carrera | Total carrera | 169 | 49 | -- | -- | 8  | 1  | 177  | 50   | 0.28 |
| (1) Incluye datos de Copa Libertadores. (2) No incluye goles en partidos amistosos. |               |               |     |    |    |    |    |    |      |      |      |

### Resumen estadístico
| Competición                 | Partidos | Goles | Promedio |
| --------------------------- | -------- | ----- | -------- |
| Primera División de Uruguay | 86       | 24    | 0.27     |
| Primera División del Perú   | 15       | 1     | 0.06     |
| Primera División de Chile   | 14       | 1     | 0.07     |
| Segunda División de Uruguay | 54       | 23    | 0.42     |
| Copa Libertadores           | 8        | 1     | 0.12     |
| Selección Uruguaya Sub-20   | 7        | 1     | 0.14     |
| Total                       | 184      | 51    | 0.27     |

## Palmarés

### Títulos nacionales
| Título                      | Club     | País    | Año     |
| --------------------------- | -------- | ------- | ------- |
| Torneo Clausura             | Nacional | Uruguay | 2010-11 |
| Primera División de Uruguay | Nacional | Uruguay | 2010-11 |
| Torneo Apertura             | Nacional | Uruguay | 2011-12 |

### Distinciones individuales
| Distinción                | Año     |
| ------------------------- | ------- |
| Goleador Segunda División | 2015/16 |